# Boris Baboczkin
Boris  Andriejewicz Baboczkin (ros. Бори́с Андре́евич Ба́бочкин; ur. 5 stycznia?/18 stycznia 1904 w Saratowie, zm. 17 lipca 1975 w Moskwie) – radziecki aktor oraz reżyser teatralny i filmowy.
Był związany z teatrami w Woroneżu i Samarkandzie, Leningradzie i Moskwie.  Rozgłos zdobył dzięki tytułowej roli w filmie Czapajew braci Wasiljewów. Od 1944 był wykładowcą Wszechrosyjskiego Państwowego Uniwersytetu Kinematografii im. S.A. Gierasimowa. Został pochowany na Cmentarzu Nowodziewiczym w Moskwie.

## Wybrana filmografia

### Aktor
- 1934: Czapajew jako Wasilij Czapajew
- 1936: Przyjaciółki jako Andriej
- 1942: Na odsiecz Carycyna
- 1943: Aktorka jako Piotr Markow
- 1943: Ojczyste pola
- 1949: Wielka siła
- 1949: Opowieść o prawdziwym człowieku jako dowódca pułku
- 1961: Iwan Rybakow
- 1975: Ucieczka Mr McKinleya

## Nagrody i odznaczenia
- Ludowy Artysta RFSRR (1935)
- Nagroda Stalinowska (1941, 1951)
- Ludowy Artysta ZSRR (1963)
- Bohater Pracy Socjalistycznej (1974)